# Lakier do paznokci

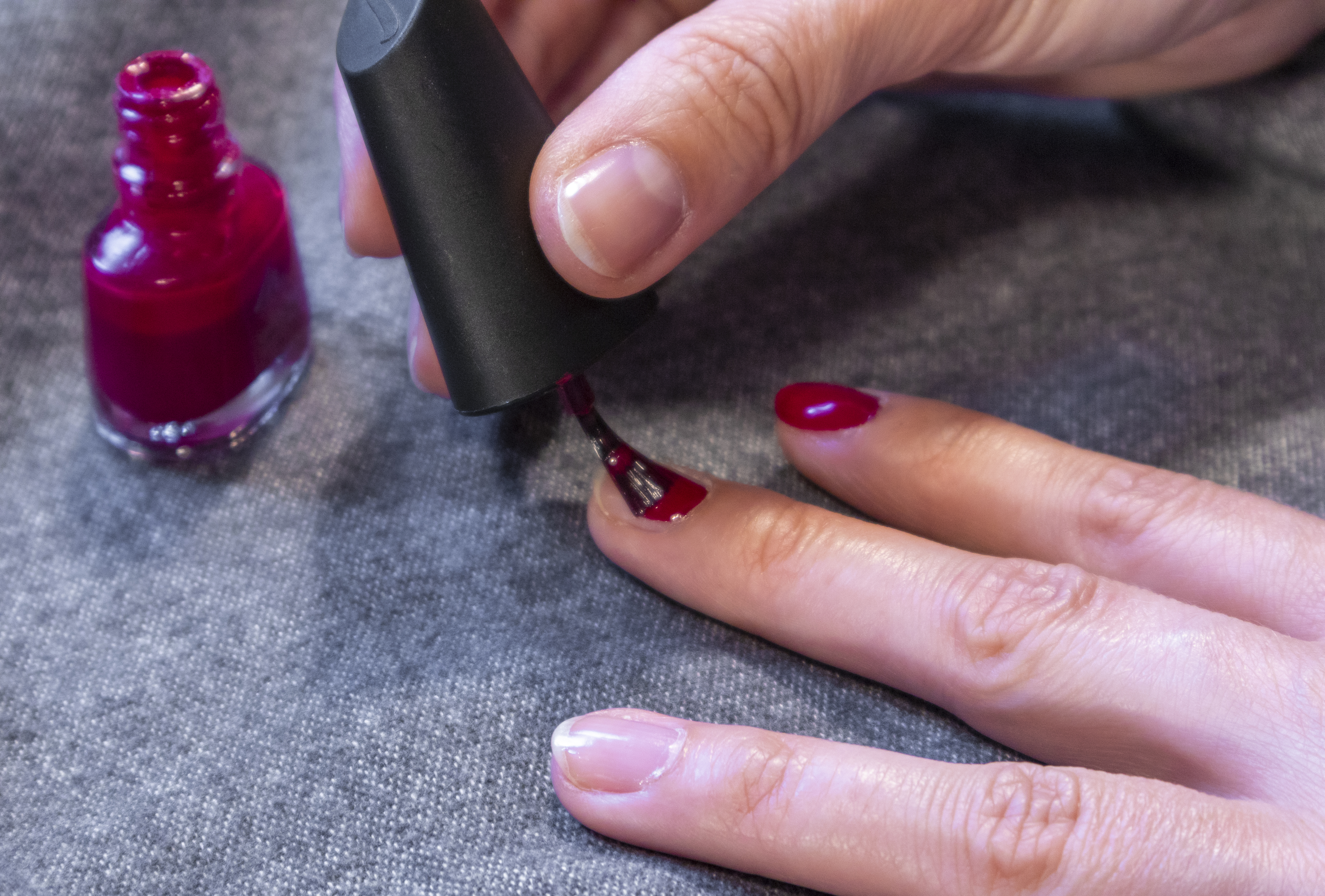
Lakier do paznokci

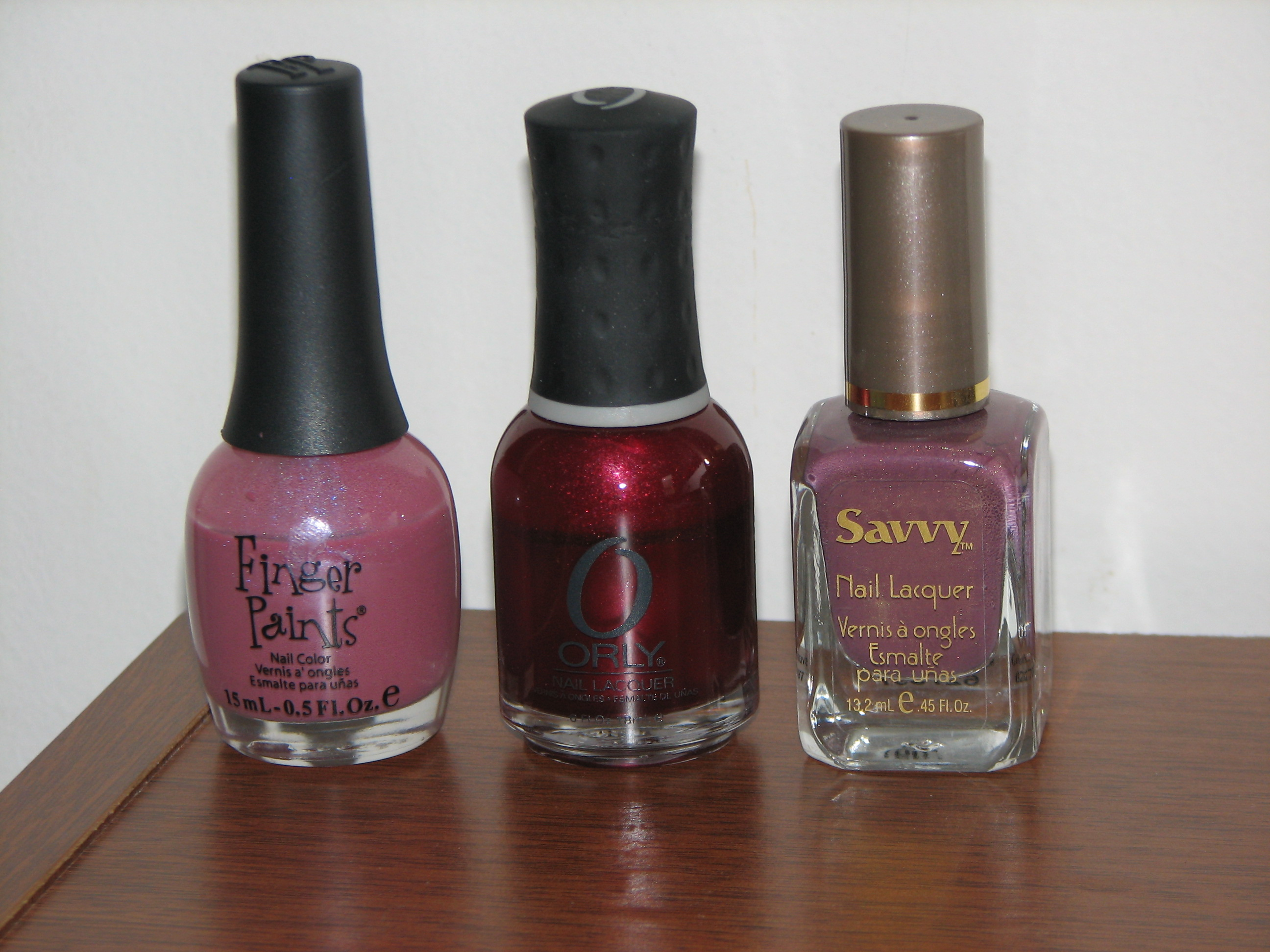
Lakiery do paznokci

Lakier do paznokci – kolorowy lakier nakładany na paznokcie (zarówno u dłoni, jak i stóp) jako ozdoba. Dostępny jest w różnych kolorach, formułach oraz o wielu rodzajach wykończeń. 

## Historia
Według niektórych źródeł lakier do paznokci wynaleziono w Chinach ok. 3000 lat przed naszą erą. Za panowania dynastii Ming długie, zadbane paznokcie uważano za oznakę wysokiego pochodzenia. Lakier do paznokci był używany również w starożytnym Egipcie i przez Inków. Wynalazek współczesnego lakieru do paznokci pochodzi z roku 1932, kiedy to bracia Charles i Joseph Revson oraz ich przyjaciel Charles Lachman, wyprodukowali pierwszy lakier do paznokci o nazwie Revlon (nadal obecny na rynku). Aktualnie lakiery do paznokci są powszechnie dostępne w wielu drogeriach, perfumeriach i sklepach internetowych. Mają różne kolory, wykończenia (np. kremowe, holograficzne, multichrome), pojemności i kształty pędzelków. 
Przed wynalezieniem współczesnego lakieru do paznokci, ludzie stosowali różne sposoby, aby poprawić wygląd swoich paznokci. Jednym z nich było farmienie paznokci, czyli smarowanie ich zabarwionym olejem i polerowanie zamszem. Ten proces pozwalał uzyskać delikatny połysk i kolor na powierzchni paznokci. Chociaż metoda ta nie była tak trwała i wygodna jak stosowanie dzisiejszych lakierów do paznokci, była popularna w przeszłości i stanowiła ważny element stylizacji paznokci. Dziś tradycja ta przetrwała w niektórych kulturach i nadal jest stosowana przez niektórych ludzi jako alternatywa dla lakierów do paznokci. 